# Kuk (reljef)
Kuk je reljefni oblik. Predstavlja manju uzvisinu, manju od brda, brijega, glavice i huma. Čest je u krškim krajevima s toplom i vlažnom klimom. Također je čest toponim ili dio toponima. Kuk se od ostalih sličnih nižih uzvisina razlikuje po tome što je to kameni monolit (cjeloviti komad stijene) sastavljen od kompaktnije i otpornije stijene, osobito karbonatne. Nastaje korazijom i selektivnom denudacijom.:31. (Usporedi značenje s humom:22., brežuljkom, brdom:7., goricom:20.).